# Armando Marsans
Armando Marsans (Matanzas, 3 de octubre de 1887 – La Habana, 3 de septiembre de 1960) fue un jugador cubano de béisbol destacando en la segunda década del siglo XX.
Nace el 3 de octubre de 1887 en Matanzas, ubicada en al región occidental de Cuba.
En 1905 debuta en la pelota cubana con el Almendares, donde se mantiene por espacio de 19 temporadas. También juega para el Oriental y los Cubans Stars.
En 1911 debuta en Grandes Ligas con Cincinati Red de la Liga Nacional, se mantiene en este circuito hasta 1918, donde juega para los Yankees de New York.
Luego se desempeña como director de equipos en el béisbol profesional cubano. 

## Trayectoria

### En Cuba
En la liga cubana de béisbol debuta en 1905 con el club Almendares, equipo con el juega durante 19 series, también lo hace para el Habana entre 1914 y 1916, el Orientals en 1917 y el Cuban Stars, donde finalizó la carrera en la serie de 1927-1928.
En 1907 es líder en dobles conectados con cuatro, luego repite el liderato en 1917 ahora con tres; fue líder en bases robadas en 1911 con 24, en la serie de 1913-1914 con 21 y en la temporada de 1914-1915 con 30.
Las mejores temporadas fueron las de 1913, con 400 de average, –líder de los bateadores– seguida de la serie de 1914 con 343 de promedio, otras series destacadas fueron la de 1910 y 1911, donde 313 y 317 respectivamente.
En 1924 es mánager jugador del Club Elmira Colonels en Estados Unidos, lo cual le convirtió en el primer cubano que dirigió un equipo en el béisbol organizado. De regreso a Cuba dirigió varios equipos y brindó los conocimientos como entrenador mediados de la década de 1950.
Dirigió a los Havana Cubans en 1956 en la Liga Internacional de La Florida. Fue seleccionado al Salón de la Fama Cubano en 1939. En Cuba jugó de 1905 a 1928, tomando parte en 455 con 1632 veces al bate, 193 carreras anotadas, 426 hits conectados, 36 dobles, 22 triples y cuatro jonrones y 262 de average. Es el líder de todos los tiempos en bases robadas de la Liga Profesional Cubana de Béisbol, con 135.

### En Estados Unidos
Antes de participar en el denominado béisbol grande jugó cuatro veces en Estados Unidos con los equipos All Cuban West, All Cuban East, Cuban Stars, Jersey City Cubans y New York Cubans. En 1907 debutó en las Ligas Menores con el New London, al año siguiente lo hace para el New Britain, donde patrulló los jardines hasta 1911, ascendiendo a los Cincinnati Reds, junto a Rafael Almeida.
Antes de debutar en Grandes Ligas, juega para el Almendares, donde se desempeña como jardinero, en 1911 debuta en Grandes Ligas, lo hace con los Rojos, debutando en el primer juego de esa temporada.
El debut se produce ante el pitcher Christy Mathewson, considerado uno de los mejores del béisbol en todos los tiempos. En el primer turno al bate fue dominado en fácil rolata de tercera a primero, pero en el segundo turno aprovechó un envío y le conectó doblete al jardín derecho.
En la temporada de 1911, participó en 58 juegos con 138 veces al bate, conecta 36 hits con dos dobles y dos triples, average de 261. En la siguiente temporada toma parte en 110 juegos con 416 veces al bate, conecta 132 hits, 19 dobles, siete triples y un jonrón y average de 317. En la serie de 1913, también con el Cincinati, juega en 118 juegos, con 435 turnos al bate, conecta 129 hits, siete dobles, seis triples, 38 carreras impulsadas y 297 de average. En la temporada de 1914, juega para tres clubes, el San Luis Terrier, Rojos del Cincinati, interviene en 90 juegos, con 328 veces al bate, conecta 102 hits, de ellos seis dobles y cuatro triples, termina con 334 de average.
En 1915 juega para el San Luis Terriers de la Liga Federal, donde comparece en 36 juegos, asiste 124 veces al bate, conecta 22 hits con tres dobles y 177 de average. En el siguiente año, lo hace para el San Luis Browns de la Liga Americana, toma parte en 151 juegos, con 528 comparecencias al bate, conecta 134 hits, entre ellos un doble, un triple y un jonrón, impulsa 60 carreras, para 254 de average.
En 1917 juega para tres equipos de Liga Americana, - San Luis Browns y Yankee de New York - toma parte en 200 juegos, comparece 690 veces al bate, conecta 158 hits, entre ellos, 32 dobles, impulsa 70 carreras y 228 de average.
En 1918 juega la última temporada en Grandes Ligas, lo hace para los New York Yankees, participa en 37 juegos, en 123 turnos al bate, conecta 29 hits, con cinco dobles, un triple y nueve carreras impulsadas, 236 de average.
En resumen en ocho temporadas en el béisbol estadounidense, tomó parte en 655 juegos, con 2273 veces al bate, conectó 612 hits, 67 dobles, 19 triples y dos jonrones, con 221 carreras impulsadas y 269 de average.
Fue el primer cubano en acumular 500 turnos al bate y el cuarto bate de los Rojos en los días de apertura en 1912 y 1914.